# Китль, Ян Бедржих
Ян Бедржих Китль (чеш. Jan Bedřich Kittl, также Иоганн Фридрих Киттль, нем. Johann Friedrich Kittl; 8 мая 1806, Ворлик — 20 июля 1868, Лисса) — чешский композитор.

## Биография
Учился музыке в Праге у Вацлава Томашека, одновременно изучал право. Некоторое время состоял на государственной службе, в 1840 году вышел в отставку, чтобы полностью посвятить себя музыке.
Написал несколько опер, в том числе «Бьянка и Джузеппе, или Французы перед Ниццей» (нем. Bianca und Giuseppe oder Die Franzosen vor Nizza; 1848) на основе либретто Рихарда Вагнера к его собственной незавершённой опере; кроме того, автор Реквиема (1829), песен, камерной и симфонической музыки (из которой наибольшей известностью пользовалась Охотничья симфония), учебника для начинающих органистов (1861).
В 1843—1864 годы возглавлял Пражскую консерваторию. Среди многочисленных учеников Китля — Вилем Блодек, Ватрослав Лисинский, работавшие в России Эдуард Направник и Вильгельм Шуберт. Гектор Берлиоз, посетивший Прагу в 1845 году, в своих «Мемуарах» чрезвычайно высоко оценил роль Китля в повышении уровня консерватории. Французский романтик назвал своего коллегу: «…талантливым композитором, полным любви к своему искусству, энергичным, горячим, неутомимым, строгим при случае, щедрым на похвалы, если они заслужены, и, наконец … молодым».
Китлю посвящено концертино для виолончели с оркестром Антона Трега.